# Arianna Farfaletti Casali
Arianna Farfaletti Casali (Sorengo, 22 giugno 1976) è un'astista italiana, tre volte campionessa nazionale.

## Biografia
Ha stabilito il record italiano con la squadra Italgest Athletic Club, il 21 settembre 2008, raggiungendo l'altezza di 4,42 metri e battendo il precedente primato di 4,41 metri appartenuto ad Anna Giordano Bruno. Già in passato, nel 2001, aveva ottenuto un record italiano valicando i 4,31 metri. Il record era rimasto imbattuto sino al 2006 e superato da Anna Giordano Bruno con la misura di 4,32 metri. Successivamente la stessa Bruno le ha ristrappato il record.

## Campionati nazionali
1999
- Argento ai campionati italiani assoluti, salto con l'asta - 3,90 m

2000
- Oro ai campionati italiani assoluti, salto con l'asta - 4,20 m
- Bronzo ai campionati italiani assoluti indoor, salto con l'asta - 3,90 m

2001
- Argento ai campionati italiani assoluti, salto con l'asta - 3,90 m
- Argento ai campionati italiani assoluti indoor, salto con l'asta - 4,15 m

2002
- Argento ai campionati italiani assoluti, salto con l'asta - 4,10 m

2003
- Oro ai campionati italiani assoluti, salto con l'asta
- Argento ai campionati italiani assoluti indoor, salto con l'asta - 3,90 m

2006
- Oro ai campionati italiani assoluti, salto con l'asta - 4,15 m

2007
- Bronzo ai campionati italiani assoluti, salto con l'asta - 4,00 m

2008
- Argento ai campionati italiani assoluti, salto con l'asta - 4,30 m
- Argento ai campionati italiani assoluti indoor, salto con l'asta - 4,15 m

## Altre competizioni internazionali
2001
- 6ª in Coppa Europa ( Brema), salto con l'asta - 4,10 m
- Bronzo alla Notturna di Milano ( Milano), salto con l'asta - 4,00 m
- Bronzo al Memorial Primo Nebiolo ( Torino), salto con l'asta - 4,00 m

2003
- 7ª in Coppa Europa ( Firenze), salto con l'asta - 4,00 m